# هیلده استرومسولد
هیلده استرومسولد (انگلیسی: Hilde Strømsvold؛ زادهٔ ۱۷ اوت ۱۹۶۷) بازیکن فوتبال اهل نروژ است.
وی همچنین در تیم ملی فوتبال زنان نروژ بازی کرده‌است.
وی در مسابقات کشوری و بین‌المللی در مجموع برندهٔ ۱ مدال نقره شده‌است.